# Future Blues
Future Blues è un album dei Canned Heat pubblicato nel 1970. È stato ristampato nel 2002 dalla MAM productions  con cinque brani aggiuntivi.

## Tracce
1. Sugar Bee (Eddie Shuler) – 2:39
2. Shake It and Break It (Charley Patton)– 2:35
3. That's All Right (Mama) (Arthur Crudup) – 4:19
4. My Time Ain't Long (Wilson) – 3:49
5. Skat (Wilson) – 2:44
6. Let's Work Together (Wilbert Harrison) – 2:53
7. London Blues (Wilson) – 5:31
8. So Sad (The World's in a Tangle) (Canned Heat) – 7:57
9. Future Blues (Canned Heat) – 2:58
Brani aggiuntivi presenti nella ristampa su CD del 2000:
10. I'm Her Man (Leigh) - 2:56
11. Wooly Bully (Samudio) - 2:31
12. Let's Work Together (Harrison) - 2:47
13. It's All Right"  con John Lee Hooker (Hooker) - 5:35
14. Human Condition (Canned Heat) - 5:25

## Musicisti

### Gruppo
- Bob Hite – voce
- Alan Wilson – chitarra slide, voce, armonica a bocca
- Harvey Mandel – chitarra solista
- Larry Taylor – basso elettrico
- Fito de la Parra – batteria

### Altri musicisti
- Dr. John - pianoforte, fiati

### Produzione
- Tommy Oliver